# 亨里克八世 (萊格尼察)
亨里克八世（波蘭語：Henryk VIII legnicki，約1355年—1398年12月12日），萊格尼察公爵，瓦茨瓦夫一世的幼子，1364年至1398年在位（與兄弟共治）。
1389年，亨里克八世出任弗沃茨瓦韋克主教。作為神職人員亨里克八世未婚，1398年於萊格尼察去世。